# Avstånd

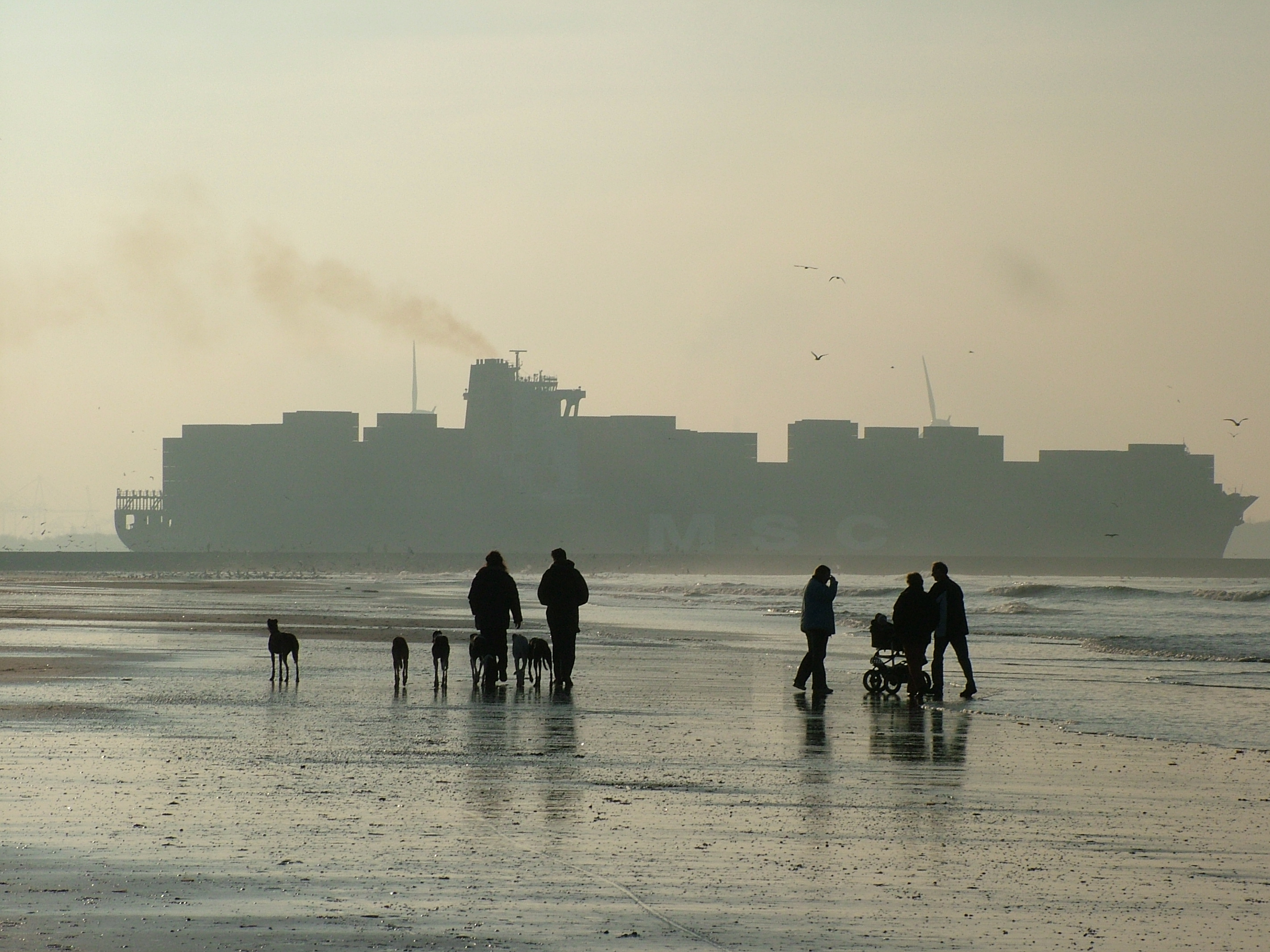
Den här bilden visar en av effekterna med ökat avstånd; stora objekt (fartyget) ser mindre ut än närbelägna sådana (människorna).

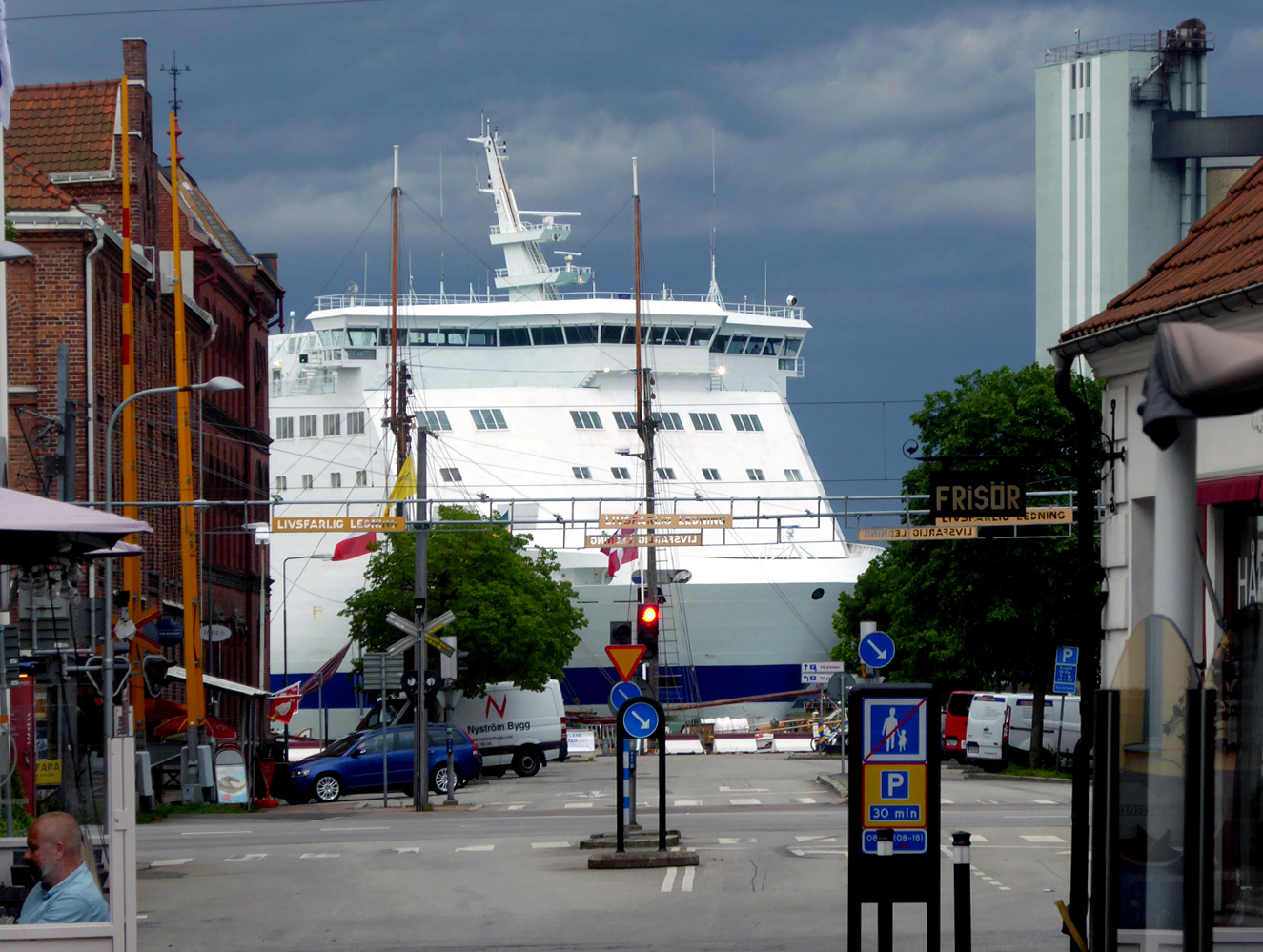
Ett exempel på hur avstånd kan upplevas genom ett teleobjektiv eller på bild. Från mannen nere i vänster bildkant är det 300 meter till fartyget i hamnen.

Avstånd eller distans är hur långt ifrån varandra två objekt eller punkter är.

## Matematik
I det euklidiska rummet {\displaystyle \mathbb {R} }3 ges avståndet från punkten P(x1,y1,z1) till punkten Q(x2,y2,z2) av {\displaystyle {\sqrt {(x_{2}-x_{1})^{2}+(y_{2}-y_{1})^{2}+(z_{2}-z_{1})^{2}}}}. Allmänt ges avståndet mellan P1(x11,x12,...,x1n) och P2(x21,x22,...,x2n) i {\displaystyle \mathbb {R} }n av {\displaystyle {\sqrt {(x_{21}-x_{11})^{2}+(x_{22}-x_{12})^{2}+...+(x_{2n}-x_{1n})^{2}}}}. 
Andra avståndsdefinitioner (normer) är emellertid tänkbara i andra än euklidiska rum och kan leda till både användbara och högst oväntade resultat.
Det euklidiska avståndet fungerar bra om antalet dimensioner är lågt, men ett stort antal dimensioner ger ofta upphov till en gles matris. I tillämpad matematik används därför ofta cosinusavståndet som mäter likheten mellan två vektorer i deras inre produktrymd:
{\displaystyle \mathbf {A} \cdot \mathbf {B} =\left\|\mathbf {A} \right\|\left\|\mathbf {B} \right\|\cos \theta }
Cosinus för vinkeln mellan två vektorer visar i vilken omfattning de två vektorerna pekar samma riktning. 
Måttet används ofta för att mäta likheten mellan stora datamängder i artificiell intelligens. Avståndet sträcker sig från −1 som betyder exakt motsatt, till 1 som betyder exakt samma, med 0 som anger ortogonalitet eller dekorrelation, medan värden mittemellan indikerar mellanliggande likhet eller olikhet.

## Fysik
I Internationella måttenhetssystemet (SI) mäts avstånd i rymden i längdenheter som exempelvis kilometer och meter.

## Geografi
Avstånd (engelska: distance) kan delas upp i tre olika kategorier.
Absolut avstånd: Är den mätbara sträckan mellan två punkter.
Relativt avstånd: Uttrycks i tid, ansträngning eller kostnad som åtgår för att förflytta ett objekt eller information mellan två punkter.
Kognitivt avstånd: Är det upplevda avståndet mellan två punkter (absolut och/eller relativt uttryckt). 